# Муниципальные выборы в Финляндии (2008)
Муниципальные выборы в Финляндии, 2008 (фин. Kunnallisvaalit 2008) — муниципальные выборы, прошедшие в Финляндии 26 октября 2008 года в ходе которых было избрано около 10 тысяч депутатов муниципальных советов.
На выборах 2008 года «Коалиционная партия» была крупнейшей партией с рейтингом в 23,5 %, на втором месте был СДП с 21,2 % и на третьем — «Центр» с 20,1 %. «Истинные финны» в 2008 году были лишь шестой партией с 5,4 %. У «Зелёных» было 8,9 %, а у «Союза левых сил» 8,8 %.
Проведённый впервые в рамках выборов эксперимент по электронному голосованию закончился фиаско.

## Полномочия депутатов
Полномочия избранных депутатов начались с 1 января 2009 года.